# 1re étape du Tour de France 1903
Pour un article plus général, voir Tour de France 1903.
La 1re étape du Tour de France 1903 s'est déroulée le mercredi 1er juillet. Elle part de Villeneuve-Saint-Georges (Seine-et-Oise) et arrive à Lyon (Rhône) pour une distance de 467 kilomètres et a pour intitulé « Paris-Lyon ». L'étape est remportée par le Français Maurice Garin qui prend également la tête du classement général.

## Parcours et déroulement de la course
La première étape du Tour de France 1903 doit s'élancer de Montgeron, dans la banlieue sud de Paris, située dans l'ancien département de Seine-et-Oise, le mercredi 1er juillet. Les coureurs sont rassemblés devant l'auberge « Le Réveil-matin », où les organisateurs ont installé le point de contrôle. Les coureurs passent donc un à un dans la grande salle du café pour signer la feuille d'engagement et recevoir leur brassard, sur lequel figure le numéro qui leur est attribué. Montgeron est choisi comme lieu de départ de la course car Louis Lépine, préfet de police de la Seine, avait interdit la tenue de courses cyclistes sur le territoire parisien.
Le départ effectif, prévu à 15 h, est finalement donné à 15 h 16, après le déplacement de la ligne de départ de 600 m sur la commune voisine de Villeneuve-Saint-Georges pour éviter un carrefour dangereux. Les coureurs s'élancent alors pour un parcours de 467 km, qui doit les mener à Lyon.
Gustave Pasquier lance la première attaque du Tour de France, quelques kilomètres seulement après le départ. Sous l'effet de cette attaque, le peloton roule à vive allure et certains coureurs sont déjà lâchés. Édouard Wattelier, l'un des principaux engagés sur ce Tour, est le premier coureur à abandonner, contraint de rouler pendant 18 km avec un pneu crevé, au contrôle volant de Montargis (Loiret), après seulement 102 km de course. Après six heures de course, le peloton atteint Cosne (Nièvre), où la plupart des coureurs décident de s'arrêter pour se ravitailler dans une auberge. Maurice Garin, Émile Pagie et Léon Georget ne s'arrêtent pas et se portent en tête de la course. Au contrôle fixe de Nevers (Nièvre), Garin et Pagie sont seuls en tête après une crevaison de Georget.
Hippolyte Aucouturier, le grand rival de Maurice Garin, accumule les ennuis. Un problème de selle le retarde peu après le ravitaillement, puis des maux d'estomac prononcés lui valent d'arriver au contrôle de Moulins (Allier) avec plus d'une heure de retard sur la tête de course. Le commissaire de course et journaliste de L'Auto, Géo Lefèvre le convainc de repartir, mais il s'arrête quelques kilomètres plus loin, à Lapalisse, pour finalement abandonner.
Alors que Garin et Pagie poursuivent leur chevauchée en tête, ils franchissent le premier col du Tour de France, le col du Pin-Bouchain à Machézal dans les monts du Lyonnais, à 759 m d'altitude, après une montée d'une dizaine de kilomètres. Les deux hommes se disputent la victoire d'étape à Lyon, mais celle-ci revient finalement à Maurice Garin, après la chute d'Émile Pagie à seulement 200 mètres de la ligne. Poussés par un fort vent dans le dos, les deux hommes ont plus d'une heure d'avance sur l'horaire prévu, si bien que le protocole n'est pas encore prêt. Géo Lefèvre manque même l'arrivée des deux coureurs. Avec cette première victoire, Maurice Garin est conscient d'avoir frappé un grand coup : « C'était la guerre. [...] Dès le départ, ils voulaient m'avoir, tous, c'était visible, mais ils ne m'auront pas ! »

### Parcours de la1reétape: Paris-Lyon

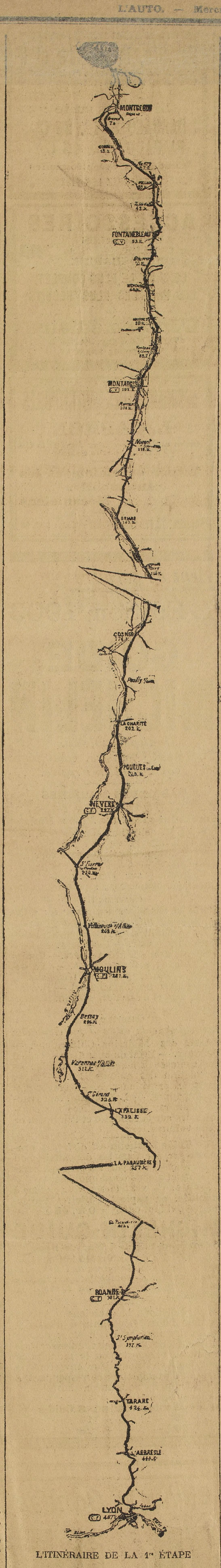
Carte du parcours

- Aux contrôles volants, les concurrents crièrent leurs noms et leurs numéros à haute voix[8].
- Aux contrôles fixes, les concurrents descendirent de machine et donnèrent une signature sur le registre du contrôle.

| Commune                  | Lieu                                                             | Contrôles                | Kilométrage |
| ------------------------ | ---------------------------------------------------------------- | ------------------------ | ----------- |
| Montgeron                | L'Auberge du Réveil-Matin                                        | signature                |             |
| Villeneuve-Saint-Georges |                                                                  | départ réel              | 0           |
| Draveil                  |                                                                  |                          | 11          |
| Corbeil                  |                                                                  |                          | 18          |
| Nandy                    |                                                                  |                          | 27          |
| Melun                    |                                                                  |                          | 35          |
|                          | La Table-du-Roi                                                  |                          | 42          |
| Fontainebleau            | café de l'Union                                                  | contrôle volant          | 53          |
| Bourron                  |                                                                  |                          | 60          |
| Nemours                  |                                                                  |                          | 69          |
| Souppes                  |                                                                  |                          | 80          |
| Fontenay-sur-Loing       |                                                                  |                          | 88          |
| Montargis                | café des Glaces                                                  | contrôle volant          | 102         |
| Mormant                  |                                                                  |                          | 108         |
| Nogent-sur-Vernisson     |                                                                  |                          | 119         |
| Briare                   |                                                                  |                          | 143         |
| Neuvy                    |                                                                  |                          | 160         |
| Cosne                    | Auto-Garage Davignon, 70, rue de Paris                           | pointage des concurrents | 174         |
| La Charité-sur-Loire     |                                                                  |                          | 202         |
| Pougues-les-Eaux         |                                                                  |                          | 215         |
| Nevers                   | café Bussy, place du Lycée                                       | contrôle fixe            | 227         |
| Saint-Pierre-le-Moûtier  |                                                                  |                          | 250         |
| Villeneuve-sur-Allier    |                                                                  |                          | 269         |
| Moulins                  | hôtel de Paris                                                   | contrôle fixe            | 281         |
| Bessay-sur-Allier        |                                                                  |                          | 296         |
| Varennes-sur-Allier      |                                                                  |                          | 314         |
| Saint-Gérand             |                                                                  |                          | 324         |
| Lapalisse                |                                                                  |                          | 332         |
| La Pacaudière            |                                                                  |                          | 357         |
| Roanne                   | café Bosquet                                                     | contrôle fixe            | 381         |
| Saint-Symphorien         |                                                                  |                          | 397         |
| Machézal                 | Col du Pin-Bouchain                                              |                          |             |
| Tarare                   |                                                                  |                          | 424         |
| L'Arbresle               |                                                                  |                          | 444         |
|                          | avenue de la Demi-Lune                                           |                          |             |
|                          | rue de la Pyramide (devenue rue Marietton en 1917)               |                          |             |
| Vaise                    | place de la Pyramide (devenue place Valmy en 1944)               |                          |             |
|                          | Grande rue de Vaise                                              |                          |             |
| Lyon                     | Brasserie Comte, 33, quai de Vaise (devenu quai Arloing en 1911) | contrôle d'arrivée       | 467         |

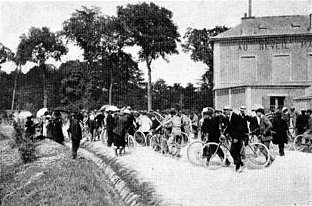
L'Auberge du Réveil-Matin.
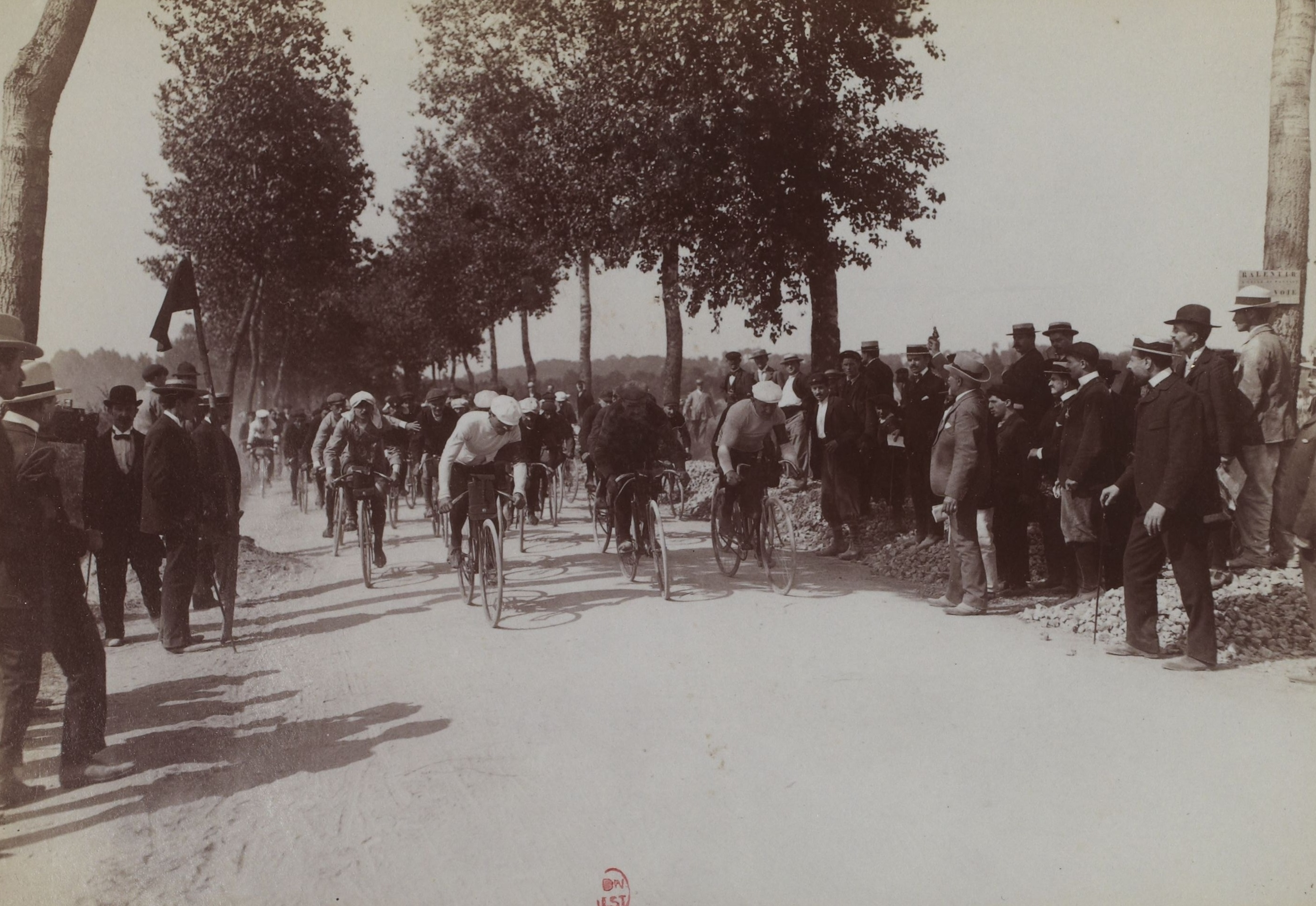
Le départ.
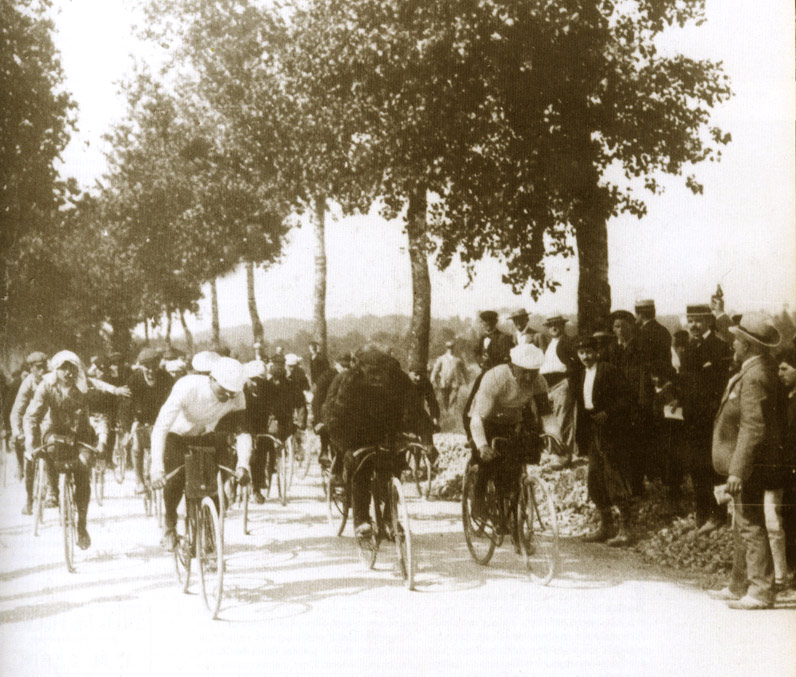
Le premier kilomètre.
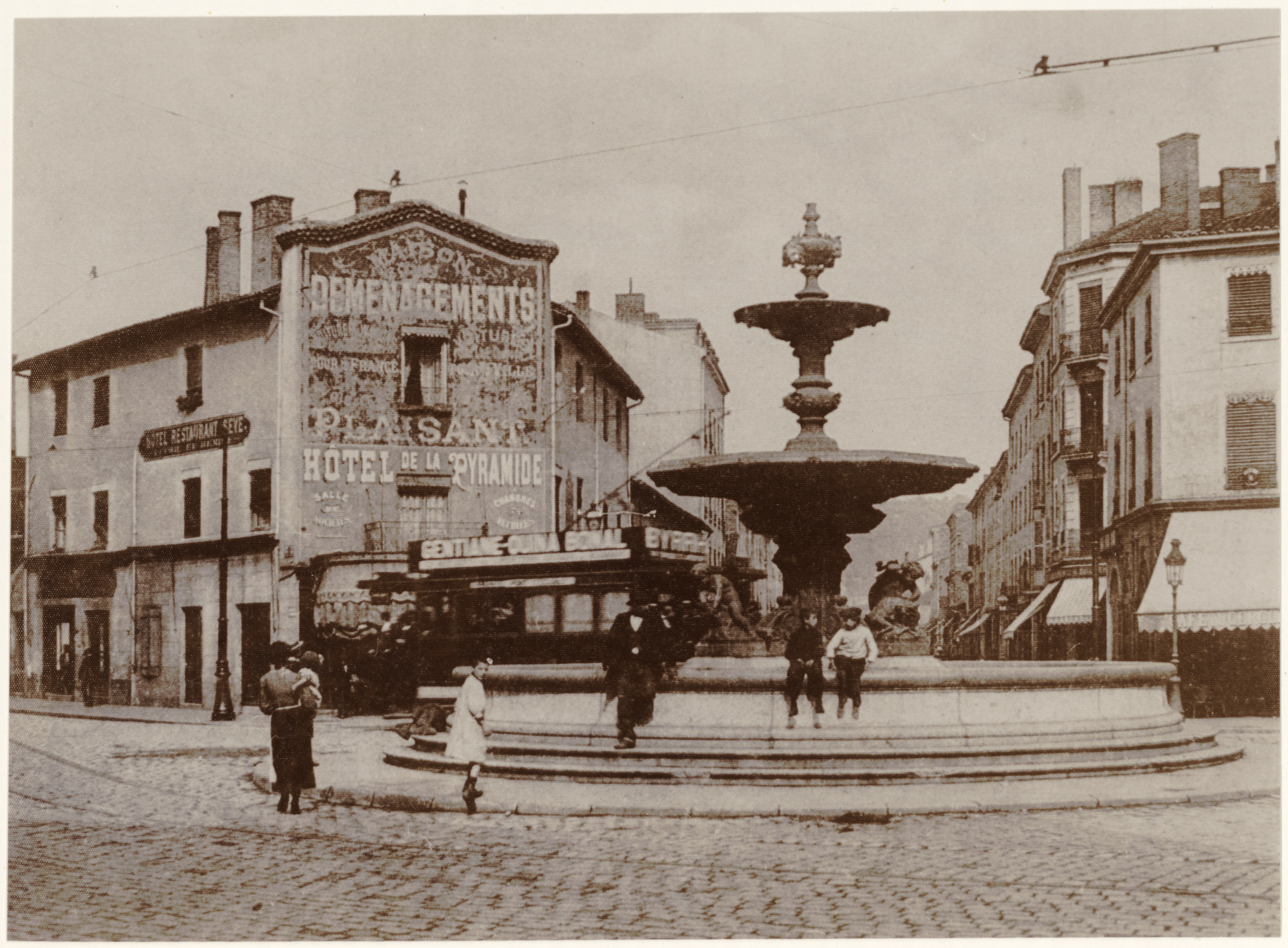
La Place de la Pyramide à Vaise.
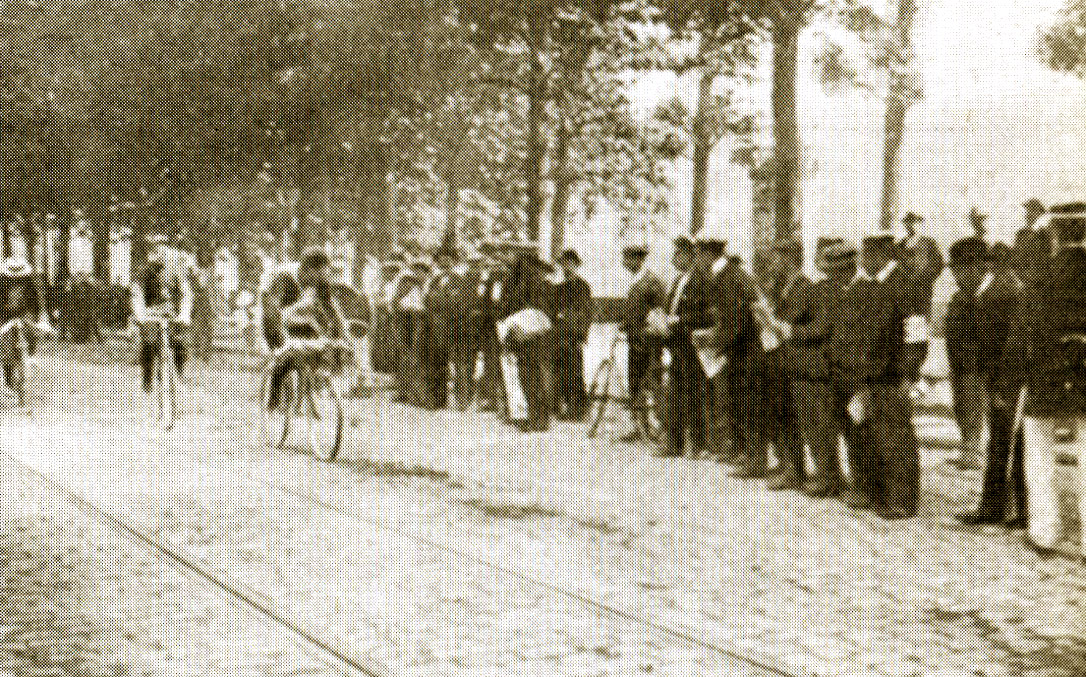
La dernière ligne droite.
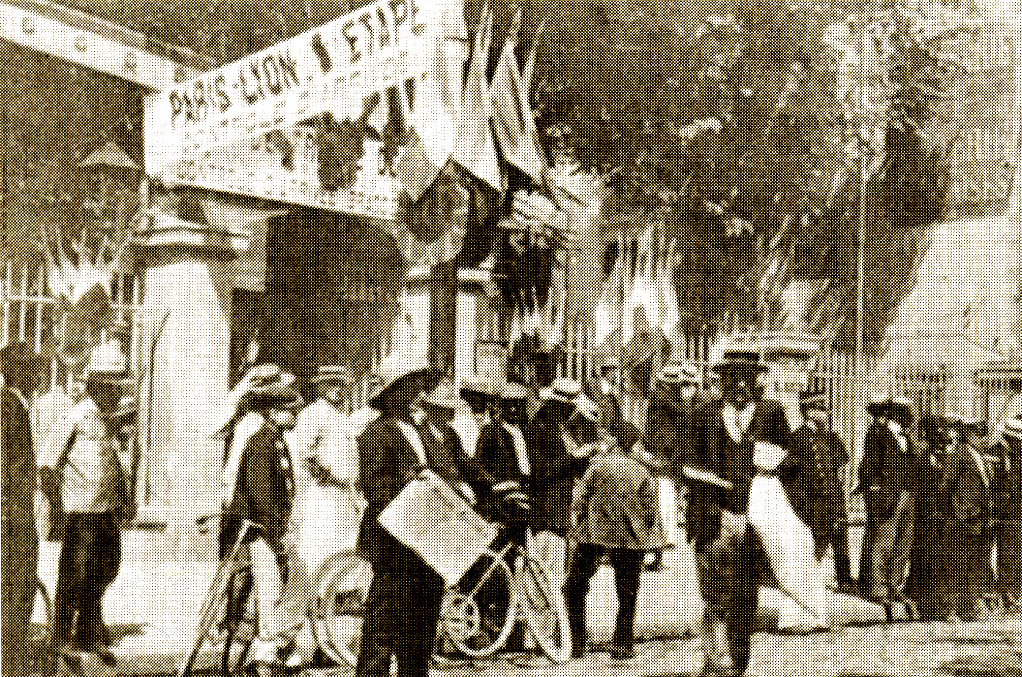
L'arrivée

## Classement de l'étape

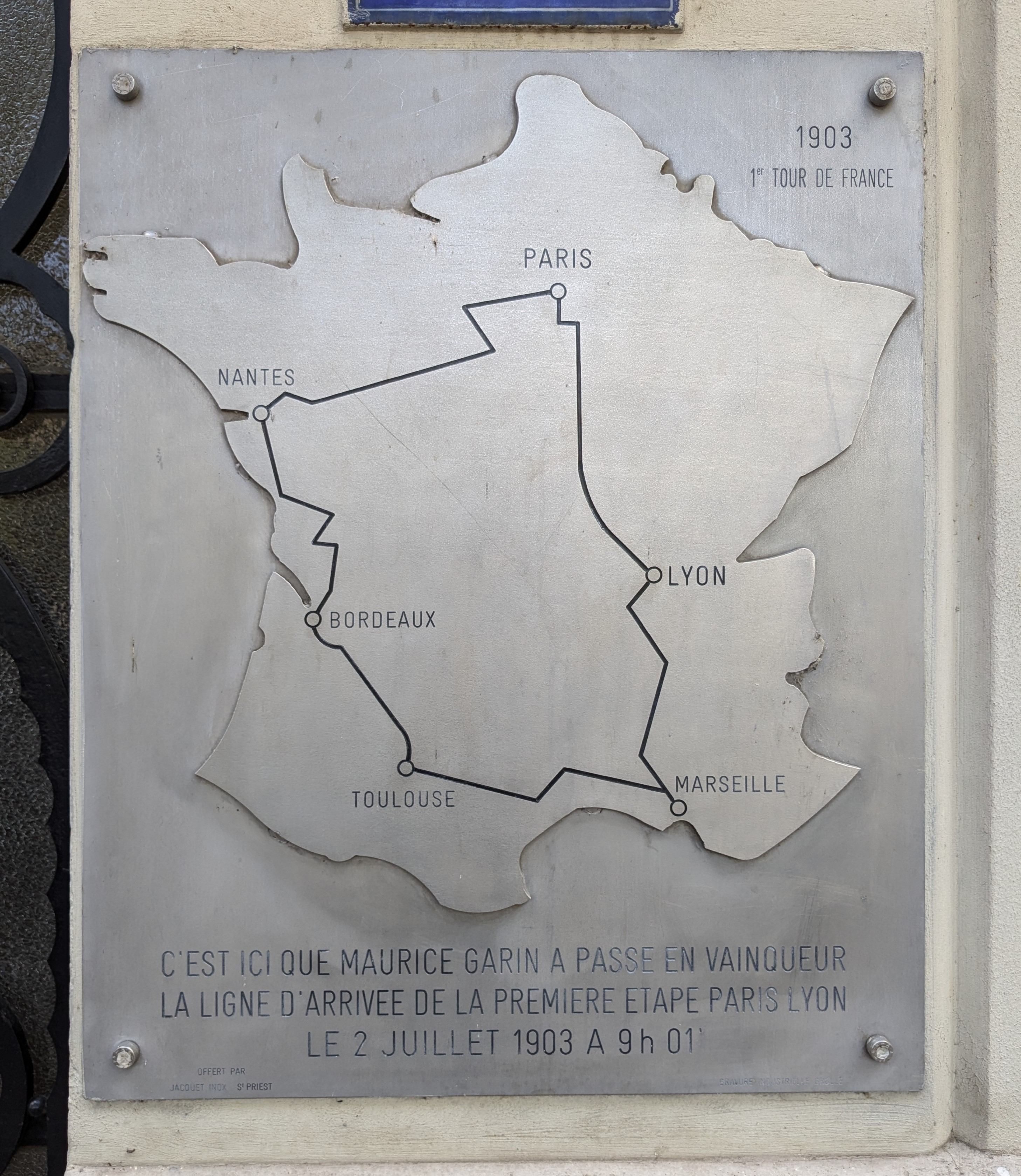
Plaque commémorative de l’arrivée de l’étape à Lyon.

Les dix premiers de l'étape sont :
| \| Classement de l'étape \| Classement de l'étape \| Classement de l'étape \| Classement de l'étape \| Classement de l'étape \| \| Coureur \| Coureur \| Pays \| Équipe \| Temps \| \| --------------------- \| --------------------- \| --------------------- \| --------------------- \| --------------------- \| \| 1er \| Maurice Garin \| France \| La Française \| 17 h 45 min 13 s \| \| 2e \| Émile Pagie \| Belgique \| La Française \| + 55 s \| \| 3e \| Léon Georget \| France \| Bicyclette Aiglon \| + 34 min 59 s \| \| 4e \| Fernand Augereau \| France \| La Française \| + 1 h 02 min 50 s \| \| 5e \| Jean-Baptiste Fischer \| France \| La Française \| + 1 h 04 min 55 s \| \| 6e \| Marcel Kerff \| Belgique \| \| + 1 h 42 min 55 s \| \| 7e \| Aloïs Catteau \| Belgique \| La Française \| + 1 h 48 min 57 s \| \| 8e \| Ernest Pivin \| France \| \| + 1 h 49 min 49 s \| \| 9e \| Léon Habets \| France \| Bicyclette Humber \| + 2 h 08 min 16 s \| \| 10e \| François Beaugendre \| France \| \| + 2 h 08 min 27 s \| |                       |          |                   |                   |
| |                       |          |                   |                   |
| |                       |          |                   |                   |
| Classement de l'étape |                       |          |                   |                   |
| Coureur | Coureur               | Pays     | Équipe            | Temps             |
| 1er | Maurice Garin         | France   | La Française      | 17 h 45 min 13 s  |
| 2e | Émile Pagie           | Belgique | La Française      | + 55 s            |
| 3e | Léon Georget          | France   | Bicyclette Aiglon | + 34 min 59 s     |
| 4e | Fernand Augereau      | France   | La Française      | + 1 h 02 min 50 s |
| 5e | Jean-Baptiste Fischer | France   | La Française      | + 1 h 04 min 55 s |
| 6e | Marcel Kerff          | Belgique |                   | + 1 h 42 min 55 s |
| 7e | Aloïs Catteau         | Belgique | La Française      | + 1 h 48 min 57 s |
| 8e | Ernest Pivin          | France   |                   | + 1 h 49 min 49 s |
| 9e | Léon Habets           | France   | Bicyclette Humber | + 2 h 08 min 16 s |
| 10e | François Beaugendre   | France   |                   | + 2 h 08 min 27 s |